# Ричард Елиът Фридман
Ричард Елиът Фридман (на английски: Richard Elliott Friedman) е библеист и професор по хебраистика в религиозния департамент на факултетета по древни източни езици и култури към Университета на Джорджия.